# Burgruine Reisberg
Die Burgruine Reisberg ist die Ruine einer Höhenburg im gleichnamigen Ort Reisberg bei Wolfsberg in Kärnten. 1194 ist erstmals ein „Walcher von Reisberg“ erwähnt. 1246 kaufte Eberhard II. von Regensburg als Erzbischof von Salzburg die Herrschaft Reisberg. In der Liste der Salzburger Erzbischöfe scheint ein „Johann II. von Reisberg“ auf (1429–1441). 1480 wurde sie von kaiserlichen Truppen eingenommen. Der letzte Salzburger Pfleger Hieronymus von Reisberg starb 1565 und liegt in St. Marein begraben. Seither ist die Burg dem Verfall preisgegeben, nur die dreigeschoßige Ostmauer überragt die Kirche von Reisberg und ist als markanter Punkt vom Lavanttal gegen die Saualpe zu sehen.